# Алессандро Вітторіа
Алессандро Вітторіа (італ. Alessandro Vittoria 1525, Тренто — 1608, Венеція) — венеційський скульптор XVI століття.

## Життєпис
Народився у італійському місті Тренто. Походив з родини кравця. Опановувати мистецькі технології почав у рідному місті. Художню освіту здобув у майстерні венеційського скульптора і архітектора Якопо Сансовіно.
Як скульптор полюбляв працювати із теракотою, бронзою, мармуром. Аби додати привабливості і декоративності власним творам удавався до золочення скульптурних поверхонь.
Працював у перехідну добу від пізнього венеційського відродження до маньєризму. У власних творах намагався використовувати творчі знахідки більш обдарованих Мікеланджело Буонарроті та Бартоломео Амманаті, флорентійського скульптора Джованні да Болонья, навіть вважався його суперником.
Мав непрості стосунки із скульптором Якопо Сансовіно. Відомо, що після одної сварки із Снсовіно, він покинув Венецію і перебрався у місто Віченца. У Віченці співпрацював із художником Паоло Веронезе над декором вілли Мазер родини Барбаро. По поверненню з Віченци митці примирилися і працювали разом до сметрі снсовіно. По смерті останнього Алессандро Вітторіа успадкував майстерню Сансовіно і доробляв твори, що не встиг закінчити його колега. Серед творів митця — власний автопортрет, що зберігається у венеційській церкві Сан Дзаккарія.
Скульптор помер 1608 року.
Серед учнів Алессадро Вітторіа — Андреа ді Алессандро та Камілло Маріані (1565—1611).

## Обрані твори

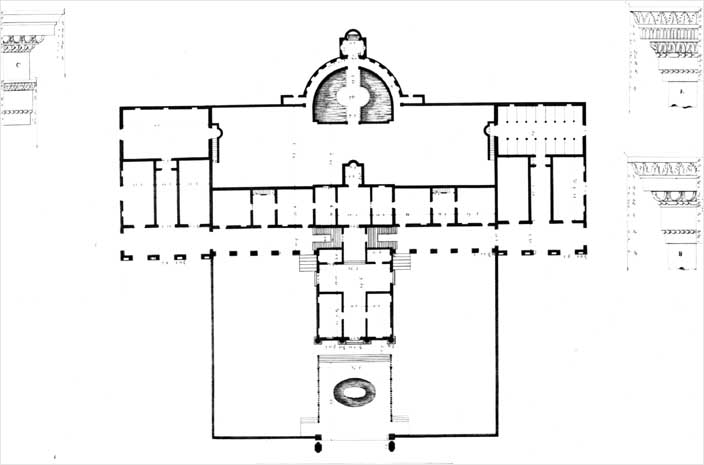
Вілла Мазер родини Барбаро. Поземний план.

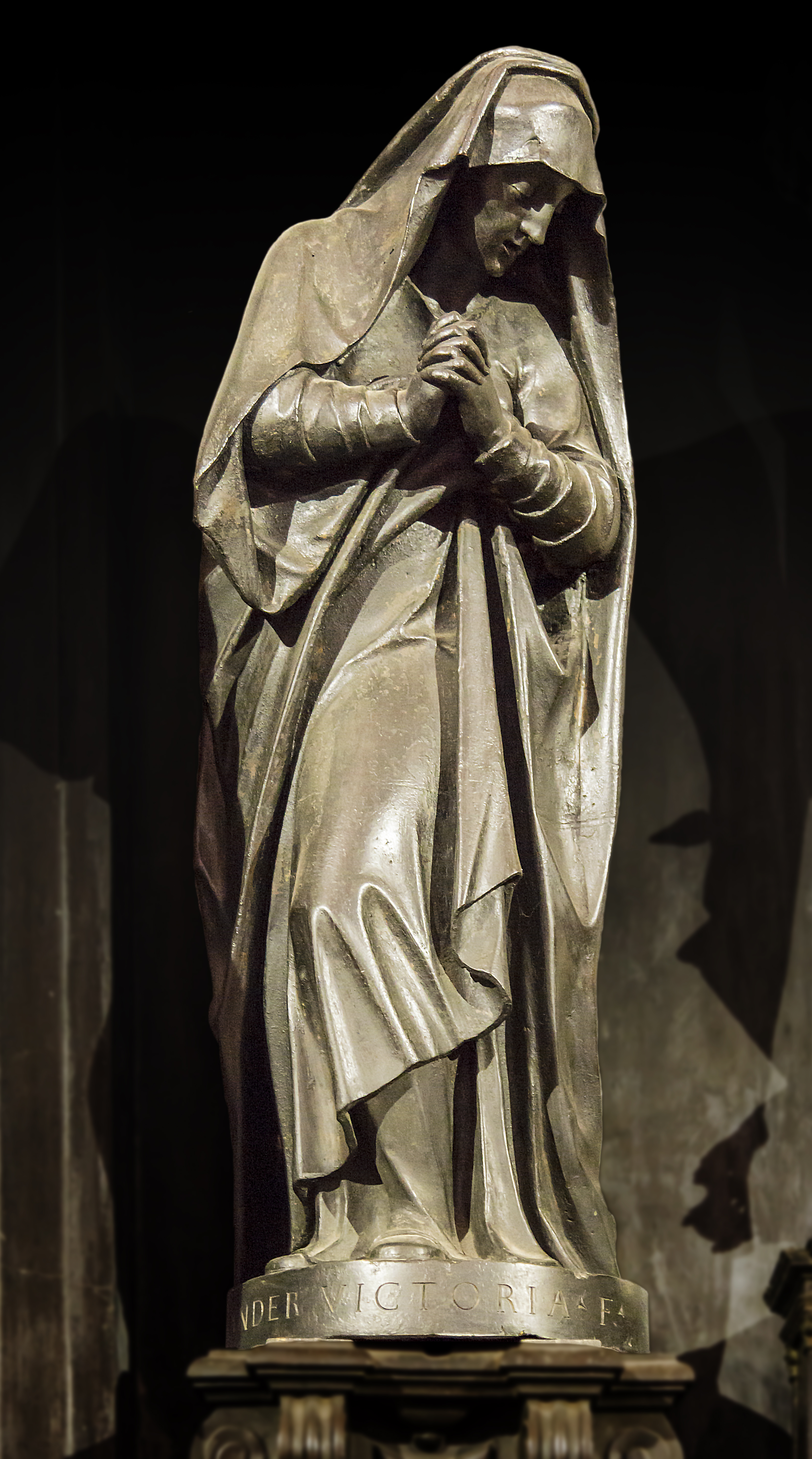
Алессандро Вітторіа. «Скорботна Богородиця», Церква св. Джованні е Паоло, каплиця Розп'яття
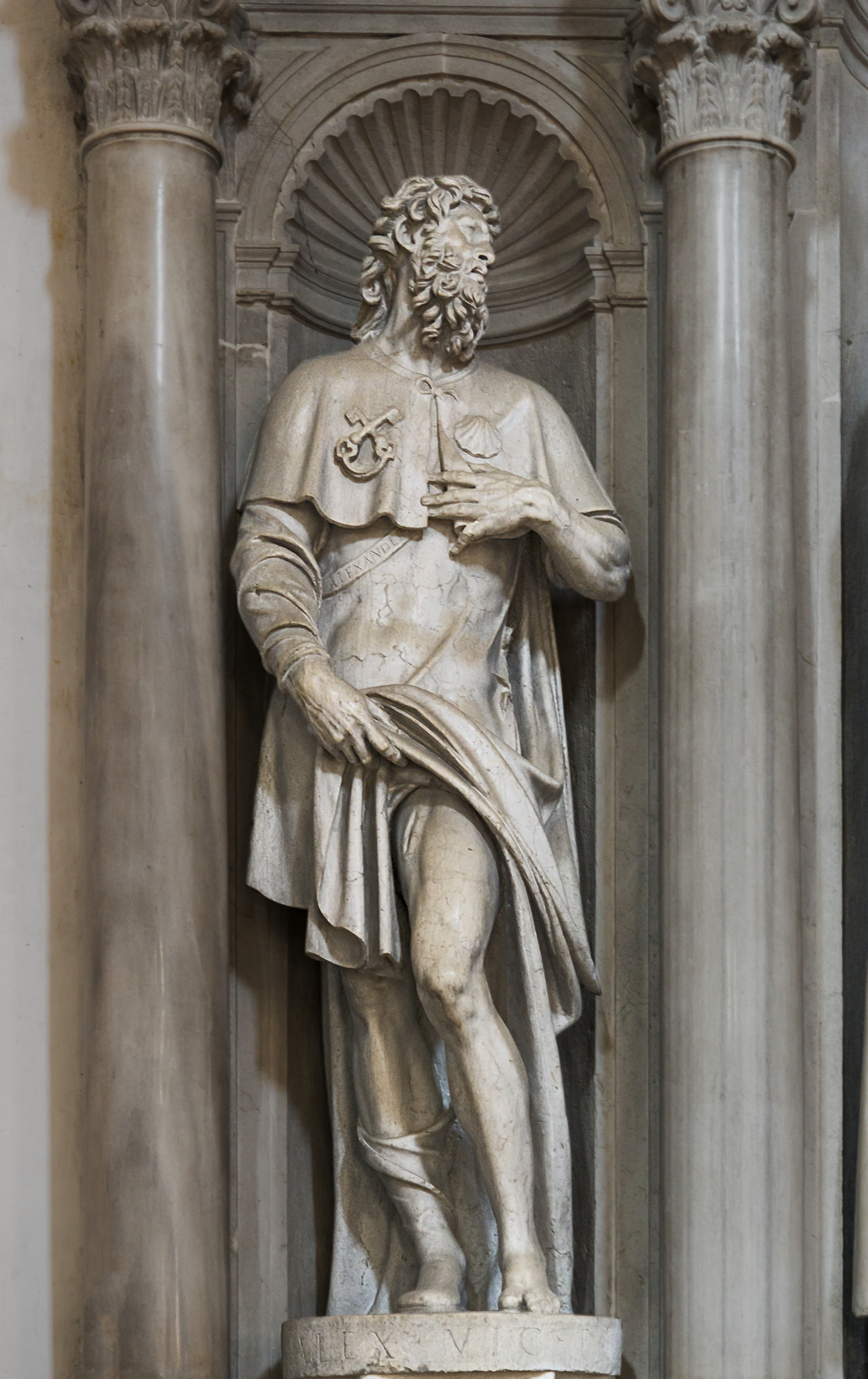
Алессандро Вітторіа. «Св. Рох», церква Сан Франческо делла Вінья, каплиця Монтефельтро
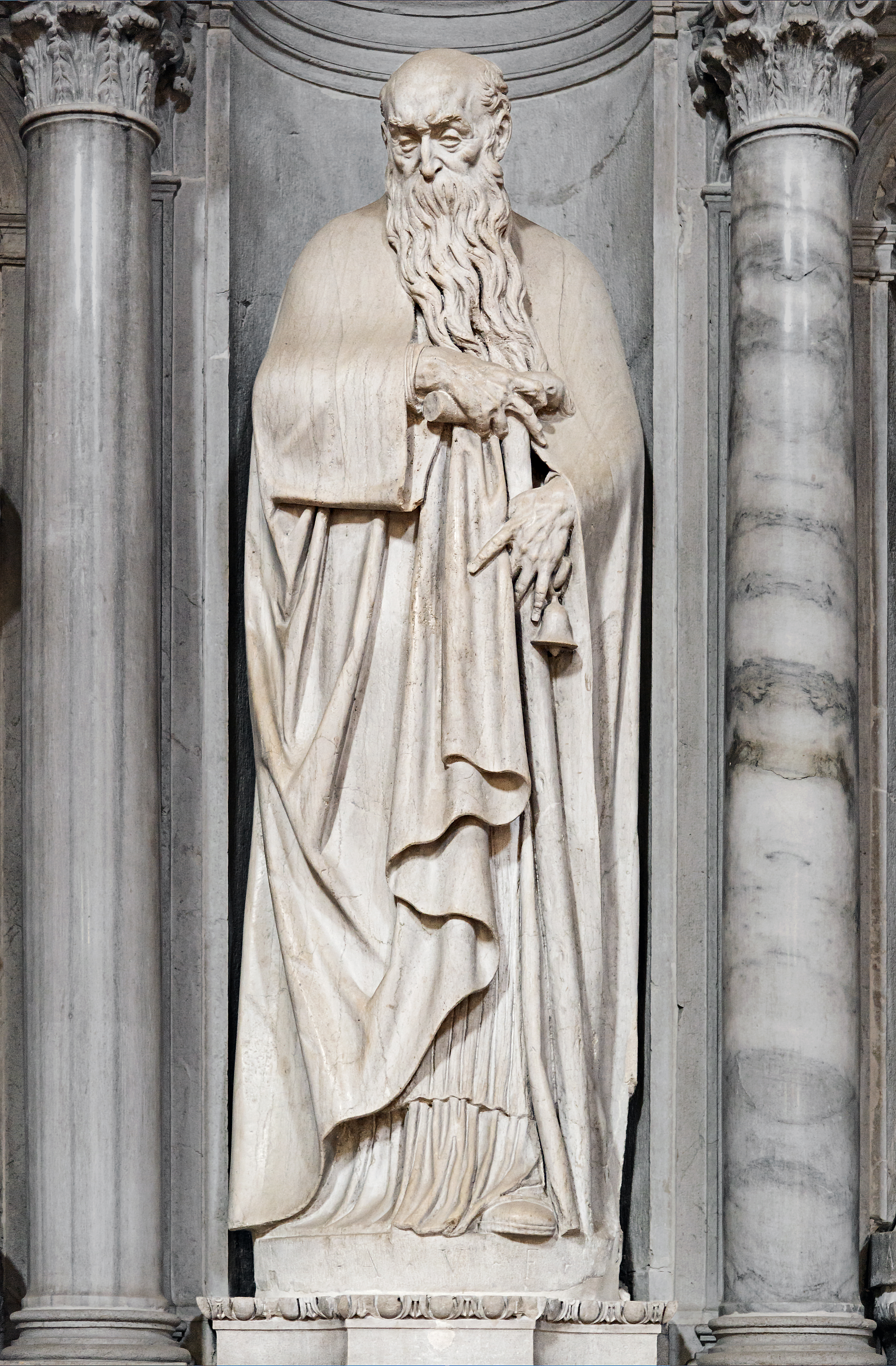
Алессандро Вітторіа. «Св. Антоній», церква Сан Франческо делла Вінья, каплиця  Монтефельтро
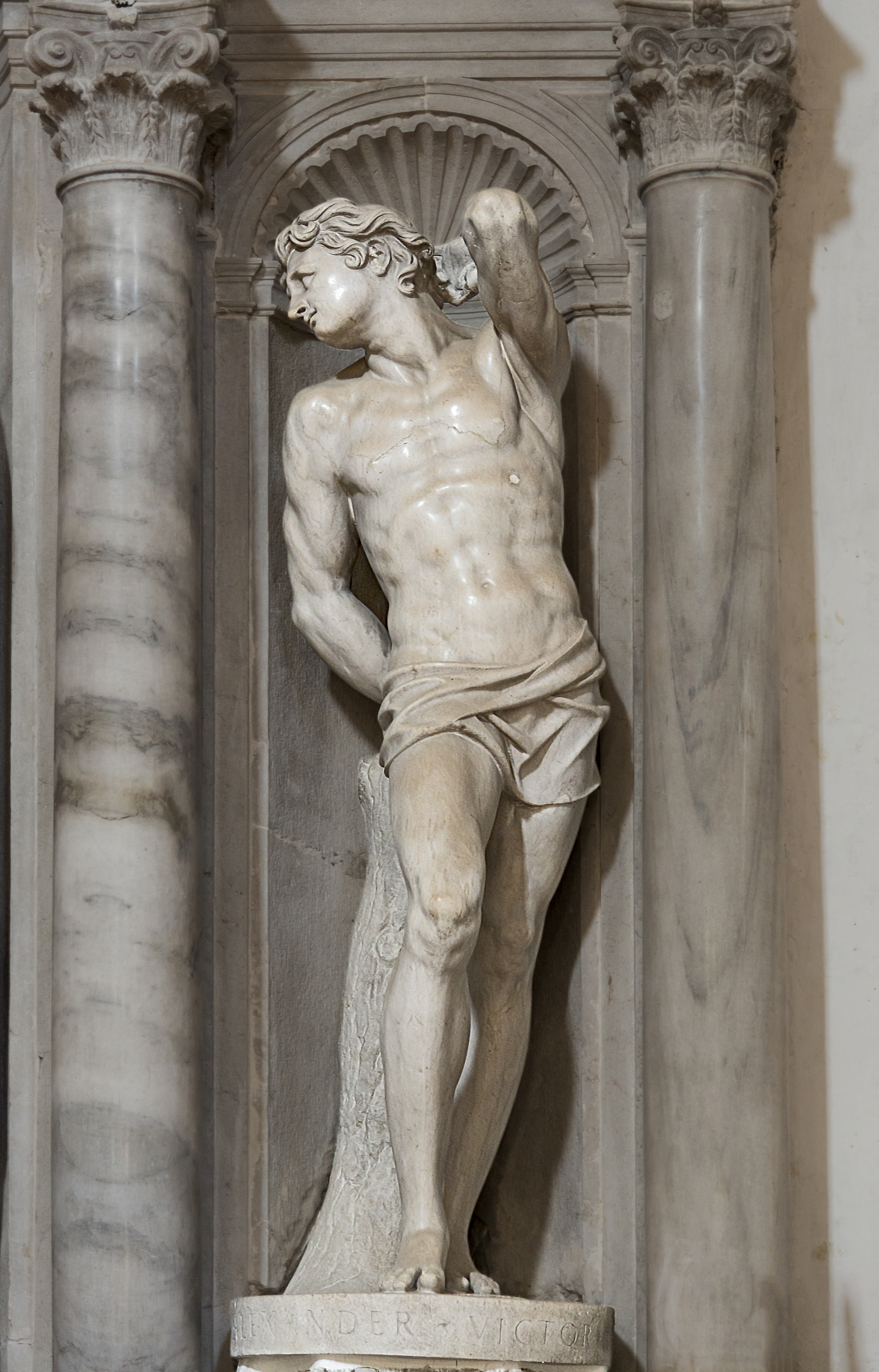
Алессандро Вітторіа. «Св. Себастьян», церква Сан Франческо делла Вінья, каплиця Монтефельтро